# Eisenbahnbrücke Gamburg

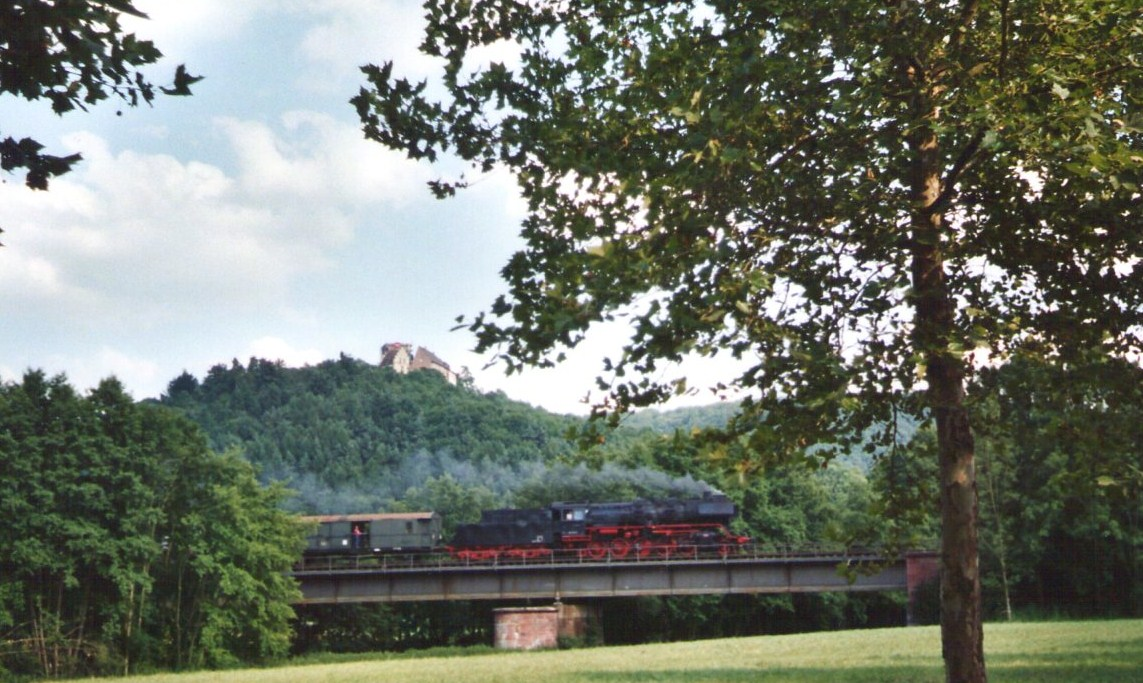
Die Eisenbahnbrücke Gamburg

Die Eisenbahnbrücke Gamburg ist eine Eisenbahnbrücke der Bahnstrecke Lauda–Wertheim auf der Gemarkung des Werbacher Ortsteils Gamburg im Main-Tauber-Kreis in Baden-Württemberg.

## Geschichte und Beschreibung
Die Großherzoglich Badischen Staatseisenbahnen nahmen die Brücke im Jahre 1868 mit der Eröffnung der Strecke in Betrieb. Sie liegt unmittelbar nach dem Bahnhof Gamburg in Richtung Tauberbischofsheim. Die Länge der Stahlbrücke beträgt 95 Meter von Streckenkilometer 18,834 bis 18,893. Die Brücke führt mit drei Öffnungen über die Landesstraße 506 und die Tauber.

## Denkmalschutz
Die Brücke steht als Teil der Sachgesamtheit "Badische Taubertalbahn" unter Denkmalschutz.